# Phacopoidea
Phacopoidea — надродина трилобітів ряду Phacopida.

## Ресурси Інтернету
- trilobites.info — галерея Phacopida [Архівовано 30 травня 2013 у Wayback Machine.]
- Загальна інформація [Архівовано 6 січня 2011 у Wayback Machine.]
- Ще зображення

| Цератопс | Це незавершена стаття з палеонтології. Ви можете допомогти проєкту, виправивши або дописавши її. |